# Liste der Oberstufenrealgymnasien in Österreich
Liste der Oberstufenrealgymnasien in Österreich
Ein Oberstufenrealgymnasium in Österreich wird als Schulform für die 9. bis 12. Schulstufe angeboten und ist ein Angebot für Schüler vom 15. bis 19. Lebensjahr und schließt mit der Matura ab.

## Burgenland
- BG/BRG/BORG Eisenstadt
- Oberstufenrealgymnasium der Diözese Eisenstadt (1976–1992)
- BORG Güssing
- BG/BRG/BORG Oberpullendorf
- BG/BRG/BORG Bundesgymnasium Oberschützen
- ORG Theresianum Eisenstadt
- BORG/BHAS Jennersdorf

## Kärnten
- BORG Althofen
- BORG Klagenfurt
- BORG Feldkirchen
- BORG Hermagor
- BORG Spittal an der Drau
- BORG Wolfsberg

## Niederösterreich
- BORG Deutsch Wagram
- ORG Guntramsdorf
- BORG Krems
- Mary Ward Privat-Oberstufenrealgymnasium Krems
- Stiftsgymnasium Melk
- BORG Mistelbach
- BORG Neulengbach
- BORG Scheibbs
- BORG St. Pölten
- BORG Ternitz
- BORG Wiener Neustadt

## Oberösterreich
- BORG Bad Leonfelden
- ORG Adalbert-Stifter-Gymnasium (Linz)
- BORG Linz
- Gymnasium Dachsberg
- BORG Hagenberg
- BORG Ried im Innkreis
- BRG/BORG Schloss Traunsee
- BG/BRG/BORG Schärding
- BORG Grieskirchen
- BORG Perg

## Salzburg Bundesland
- BORG Mittersill
- BORG Gastein
- BORG Straßwalchen, ehemals BORG Neumarkt am Wallersee
- BORG Radstadt
- BORG Salzburg-Akademiestraße
- BORG Salzburg-Nonntal
- G/ORG St. Ursula Salzburg
- BG/BRG/BORG St. Johann im Pongau

## Steiermark
- G/ORG des Stift Admont
- BORG Bad Aussee
- BORG Bad Radkersburg
- BORG Birkfeld
- BORG Deutschlandsberg
- BORG Eisenerz
- BORG Feldbach
- BORG Graz Dreierschützengasse
- ORG Graz-Eggenberg der Schulschwestern
- BG/BORG Graz Liebenau
- BORG Graz Monsberger
- G/ORG Ursulinen Graz
- BG/BRG/BORG Hartberg
- BG/BRG/BORG Kapfenberg
- BORG Kindberg
- BG/BRG/BORG Köflach
- BORG Leoben
- BORG Murau

## Tirol
- BORG Innsbruck
- BRG/BORG Schwaz
- BG/BORG St. Johann
- BORG Technisches Gymnasium Telfs
- Bundes-Oberstufenrealgymnasium Lienz

## Vorarlberg
- BORG Egg
- BORG Dornbirn
- BRG/BORG Feldkirch Schillerstraße
- BORG Götzis
- BORG Lauterach

## Wien
- BORG Wien 1 Hegelgasse
- VS/G/ORG der Wiener Sängerknaben im Palais Augarten
- BORG Wien 3 Landstraßer Hauptstraße
- Wiedner Gymnasium mit der Sir-Karl-Popper-Schule
- BORG Wien 7 Neustiftgasse
- BORG Wien 15 Henriettenplatz
- BG/BRG/BORG Wien-Ottakring Maroltingergasse
- BRG/BORG Brigittenauer Gymnasium
- BG/BRG/BORG Wien-Floridsdorf Ella-Lingens-Gymnasium
- BG/BRG/BORG Wien-Donaustadt Heustadelgasse
- BG/BRG/BORG Wien 22 Polgargymnasium
- G/ORG Wien 23 St. Ursula
- pORG Wien 13 „Rudolf Steiner“

## Ausland
- St. Georgs-Kolleg
- Österreichische Schule Budapest
- Österreichische Schule Prag